# Het Spaansche Hof
Het Spaansche Hof (óók: Huis van Assendelft) is een voormalig stadspaleis aan de Westeinde in Den Haag. Het werd gebouwd in 1469 en fungeerde onder meer als woonhuis en ambassade. Het complex bestaat uit tien zalen en een binnentuin.

## Geschiedenis
In 1469 liet Gerrit van Assendelft, de raadsman van Keizer Maximiliaan I, een huis bouwen aan een van de belangrijkste toegangswegen naar de stad Den Haag. Na hem woonden diverse hoogwaardigheidsbekleders in de woning aan de Westeinde, waaronder raadpensionaris Johan de Witt. Rond 1600 werd het oorspronkelijke gebouw verbouwd in de stijl van de Hollandse renaissance. Baron George Frederik van Renesse van Elderen (1611-1681), Heer van Assendelft, verkocht het huis in 1677 aan Don Emmanuel Françisco de Lyra, ambassadeur van Spanje. Deze vestigde er de Spaanse ambassade. Naast het gebouw werd een Rooms-Katholieke kapel gesticht. De laatste grote verbouwing vond plaats in 1754-1757, toen de gevels en het interieur werden vernieuwd en hun barokke uiterlijk van een stadspaleis kregen. De bekende architect Pieter de Swart was verantwoordelijk voor de verbouwing. Lange tijd werd aangenomen dat het gebouw in 1754 was afgebroken voordat het barokke complex verrees. Uit bouwhistorisch onderzoek in 1998 bleek echter, dat de gehele oorspronkelijke constructie van het gebouw uit 1600 nog aanwezig is; van de begane grond tot en met de kapcontructie. De naastgelegen kapel werd in 1839-1841 vervangen door de Kerk van de Heilige Teresia van Avila, die behoort tot de Top 100 van de Rijksdienst voor de Monumentenzorg. Het Spaansche Hof fungeerde ook als residentie van ambassadeurs uit Pruisen, Denemarken, Frankrijk en Groot-Brittannië. Een drama speelde zich af op het terrein van Het Spaansche Hof, toen in 1979 de Britse ambassadeur Sir Richard Sykes en een 19-jarige Nederlandse bediende onder de poort werden doodgeschoten door de IRA. Veilingmeester Jan Pieter Glerum vestigde in 1989 een veilinghuis in het gebouw.
In 2018 is Het Spaansche Hof gerenoveerd en gerestaureerd.  De locatie is tegenwoordig een trouw- en evenementenlocatie en biedt plek aan bijeenkomsten tot 400 personen.

## Architectuur
Het Spaansche Hof behoort qua architectuur tot de barokke Lodewijk XIV-stijl. Het pand bevat onder meer een terugliggend gebogen ingangspartij en rijke decoraties uit de tweede helft van de 18e eeuw. Vanwege haar architectonische en historische waarde zijn de Westeinde en Het Spaansche Hof een rijksbeschermd stadsgezicht.

## Wetenswaardigheden
- In Het Spaansche Hof bevinden zich twee cellen.

## Galerij

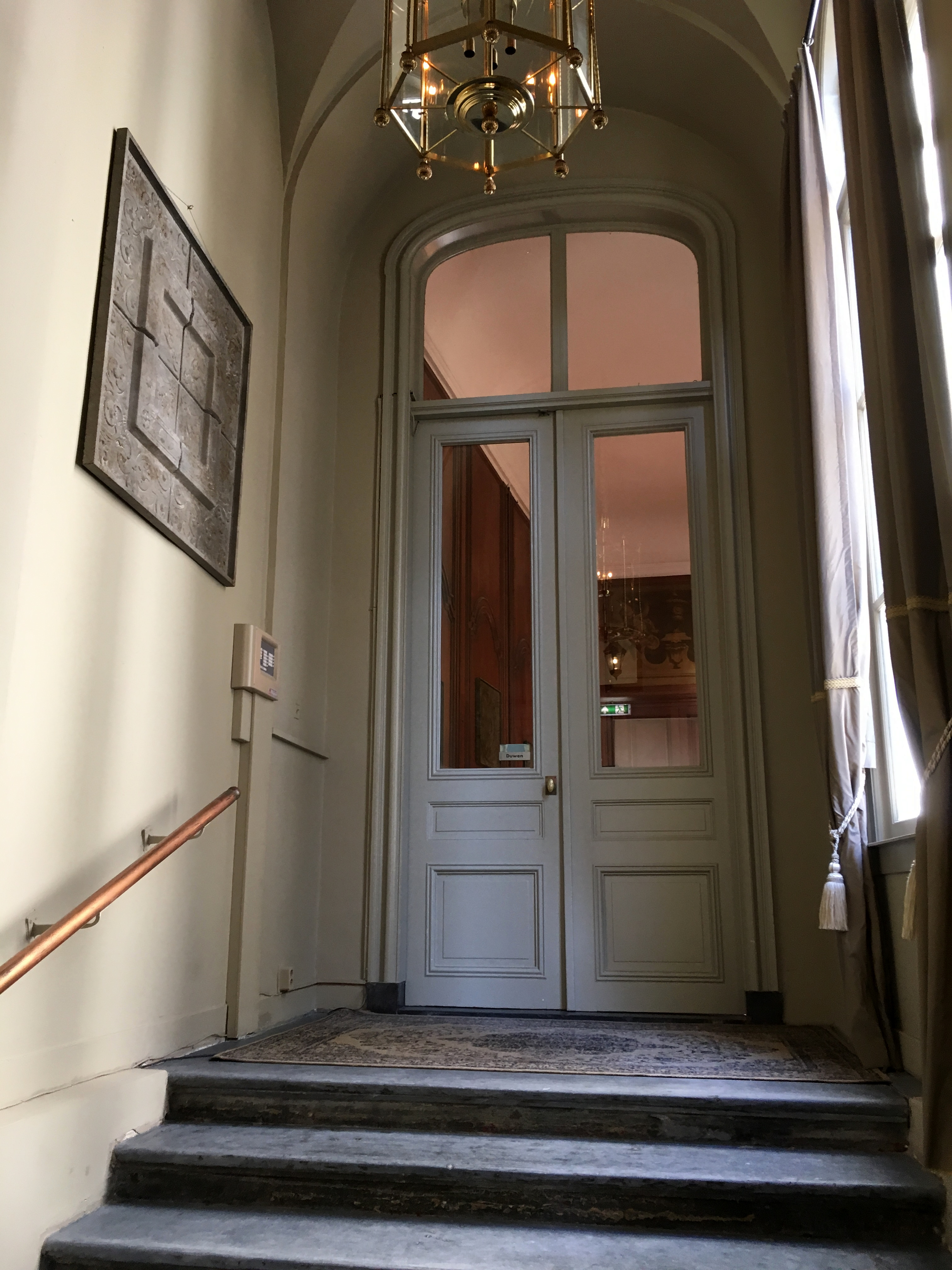
hoofdingang vanuit de poort
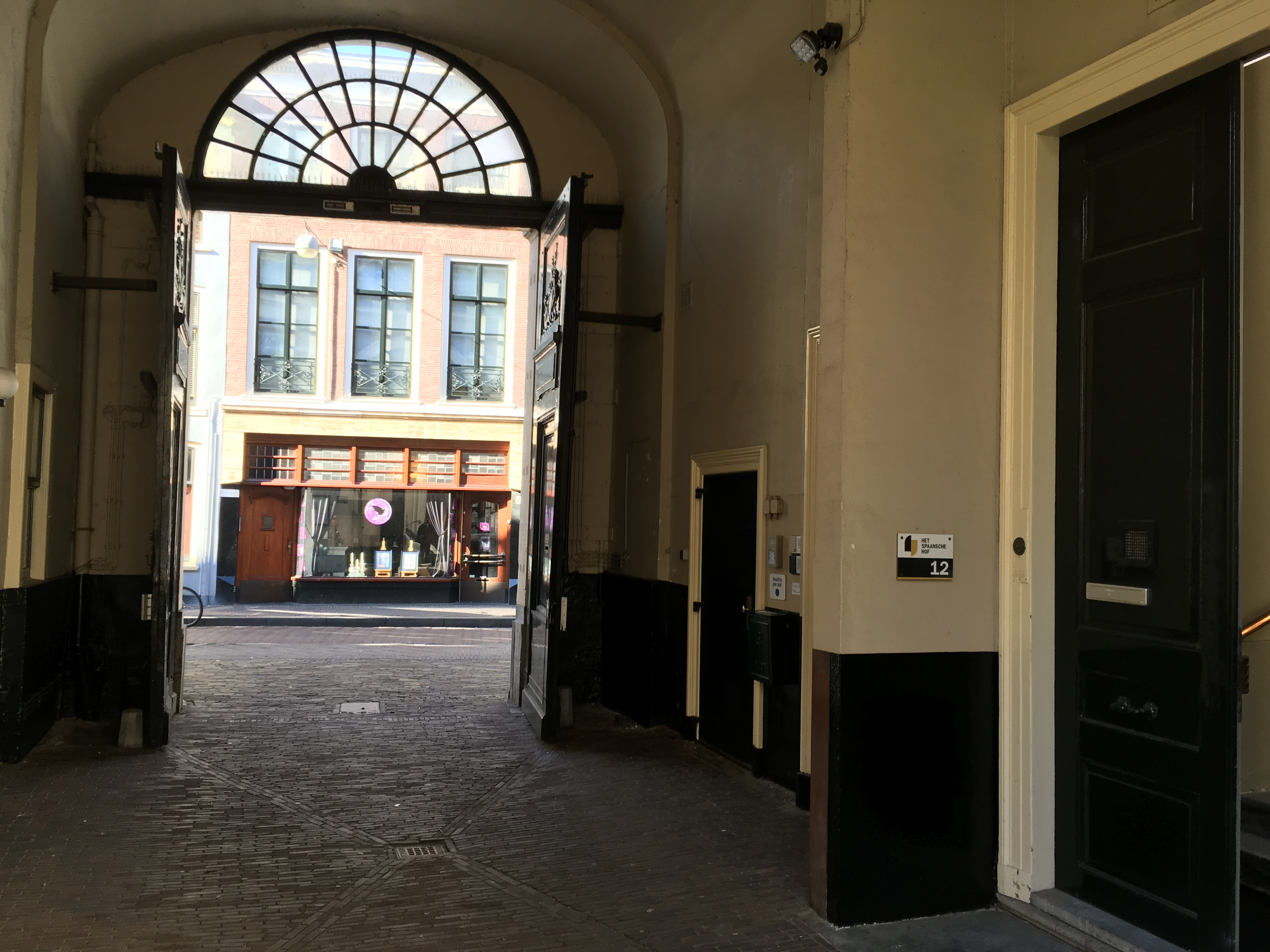
binnenzijde poort, gezien naar Westeinde, met rechts de hoofdingang
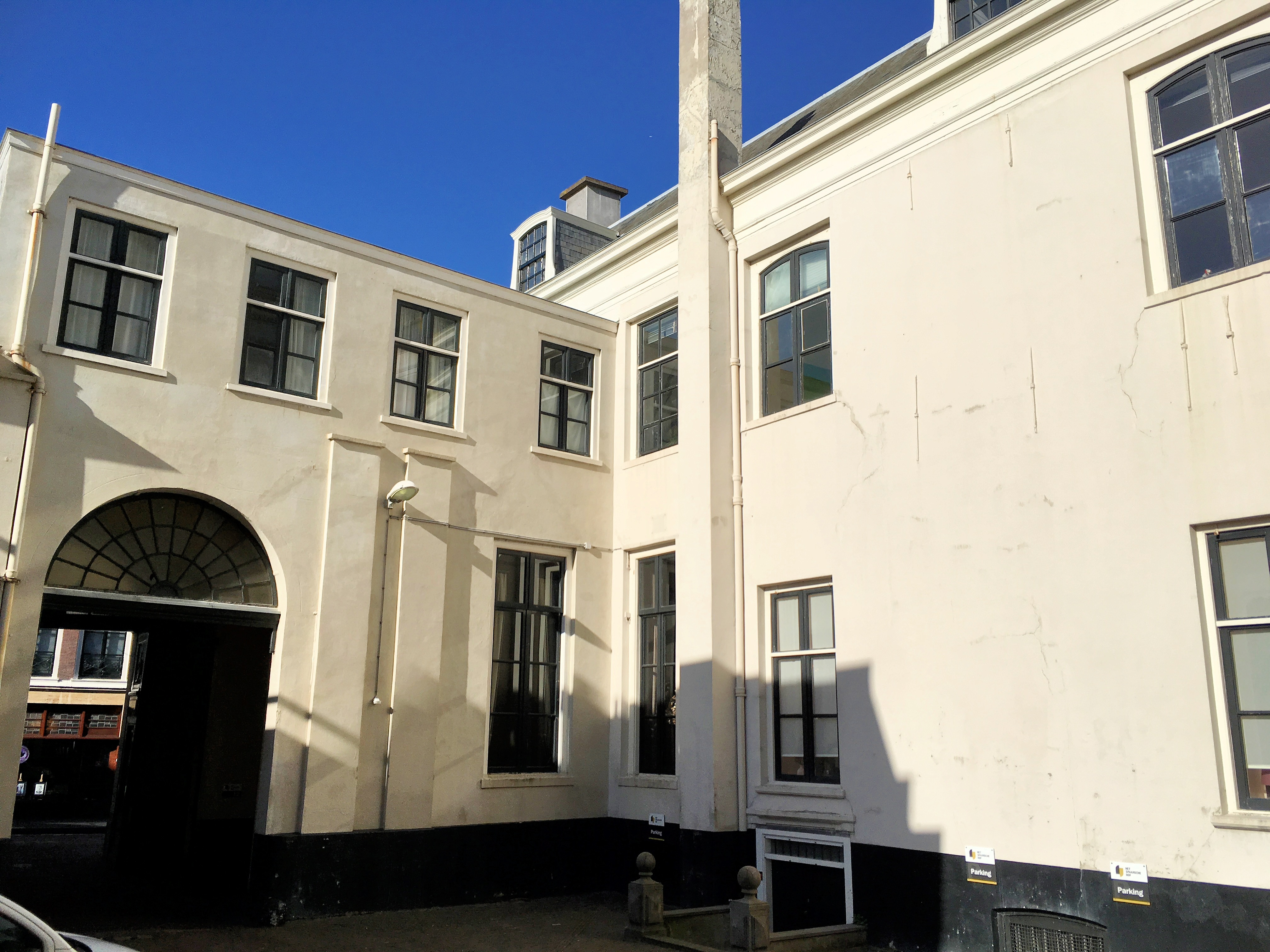
zijgevel met links de poort
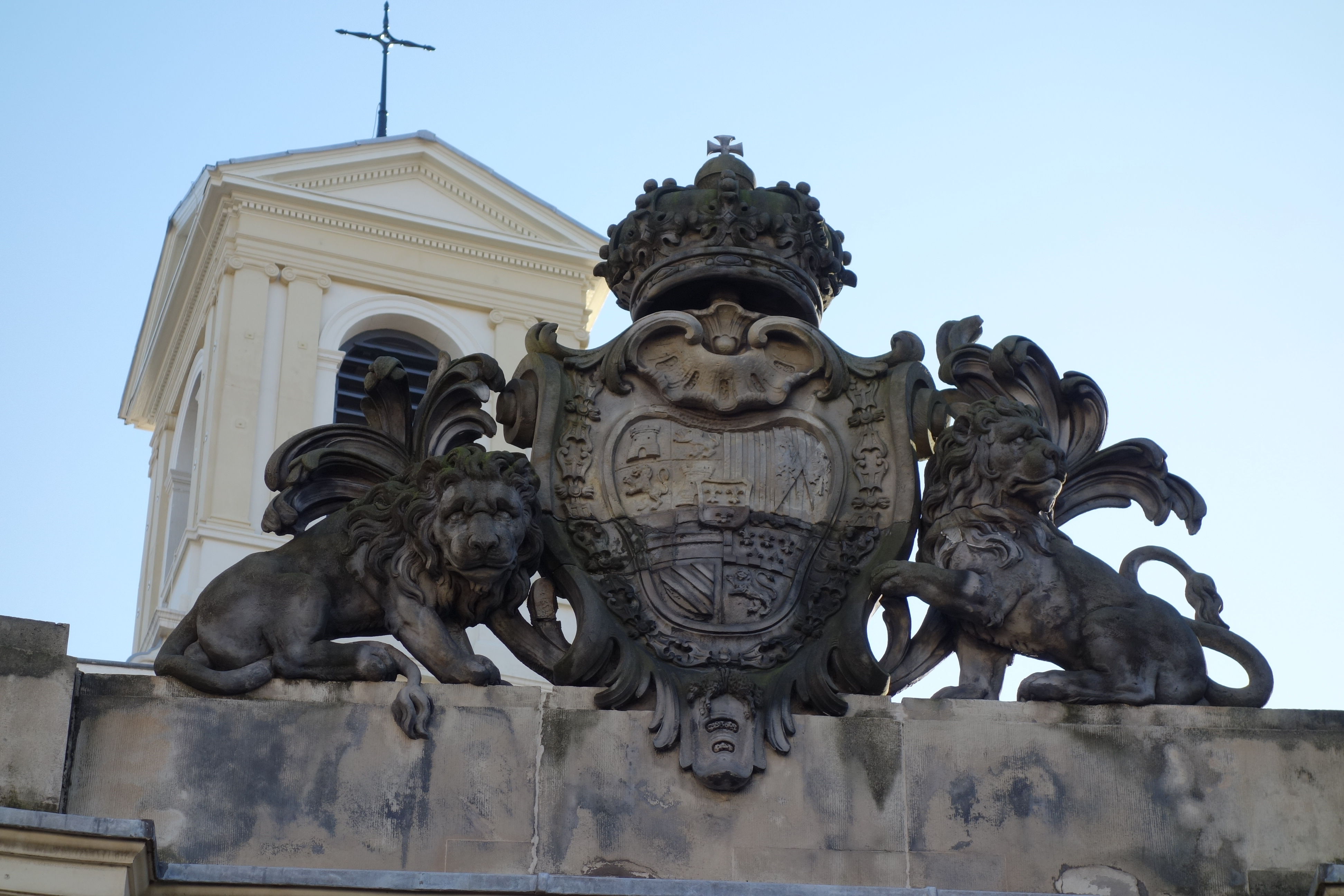
wapen op poortgebouw

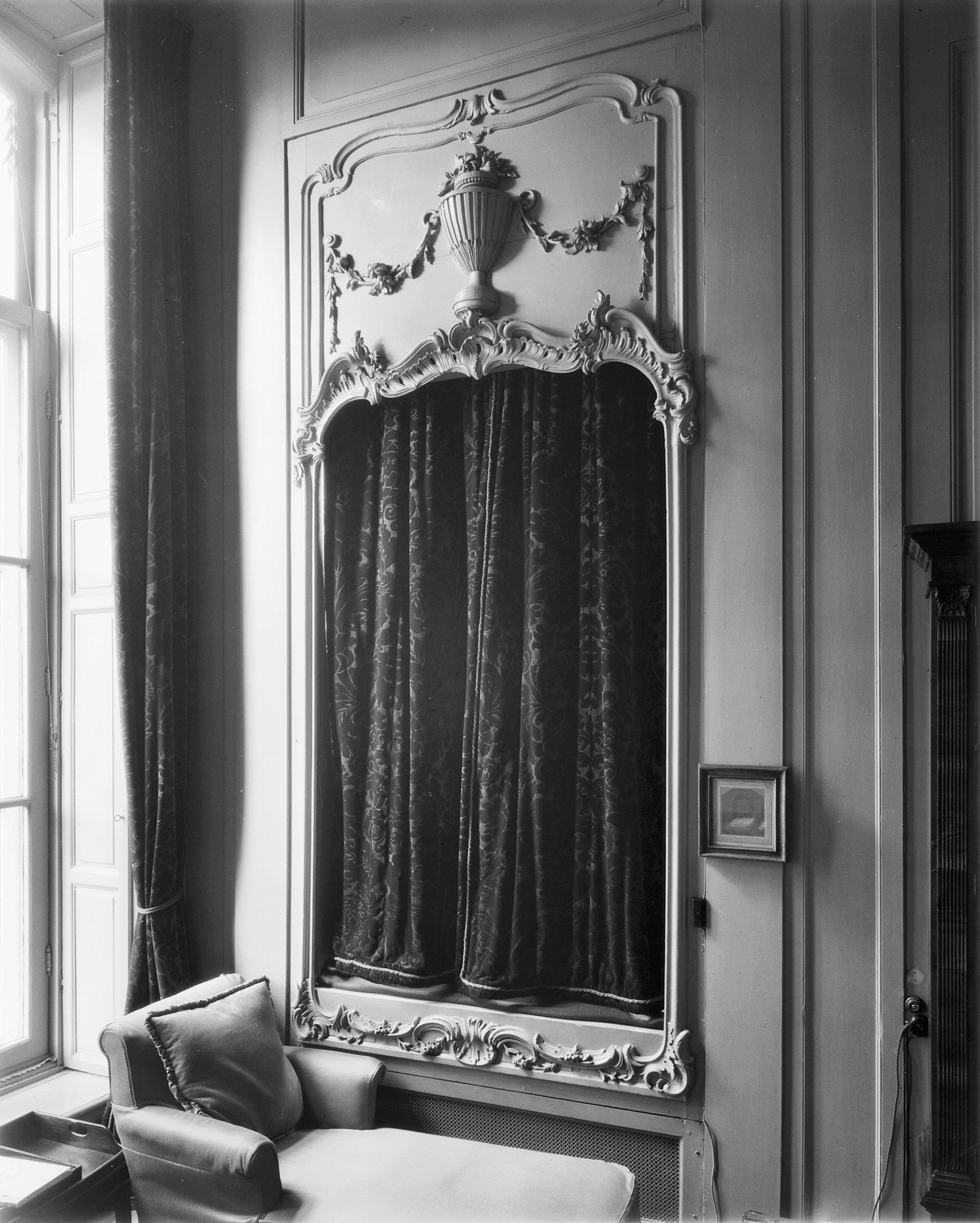
nis in achterkamer
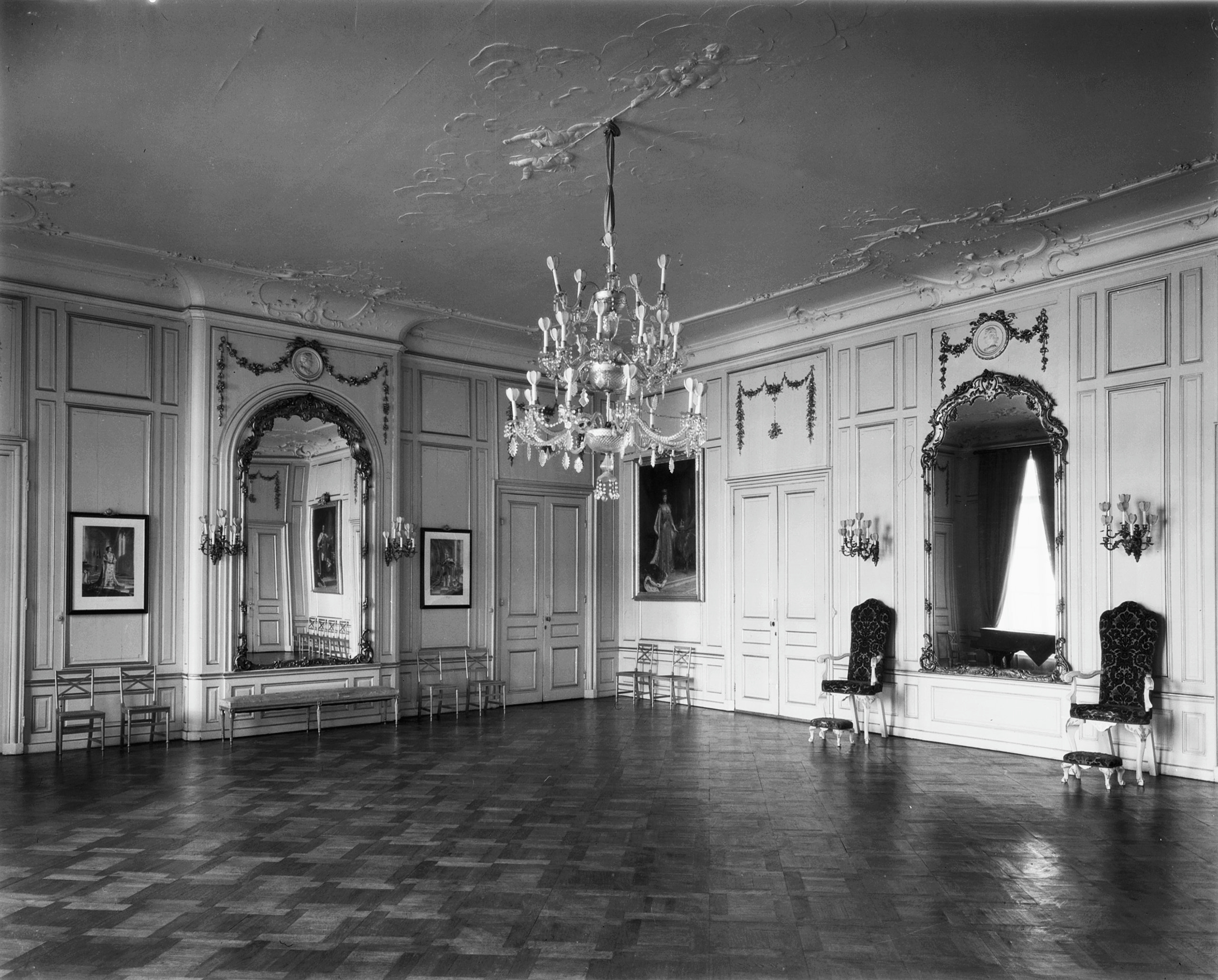
balzaal
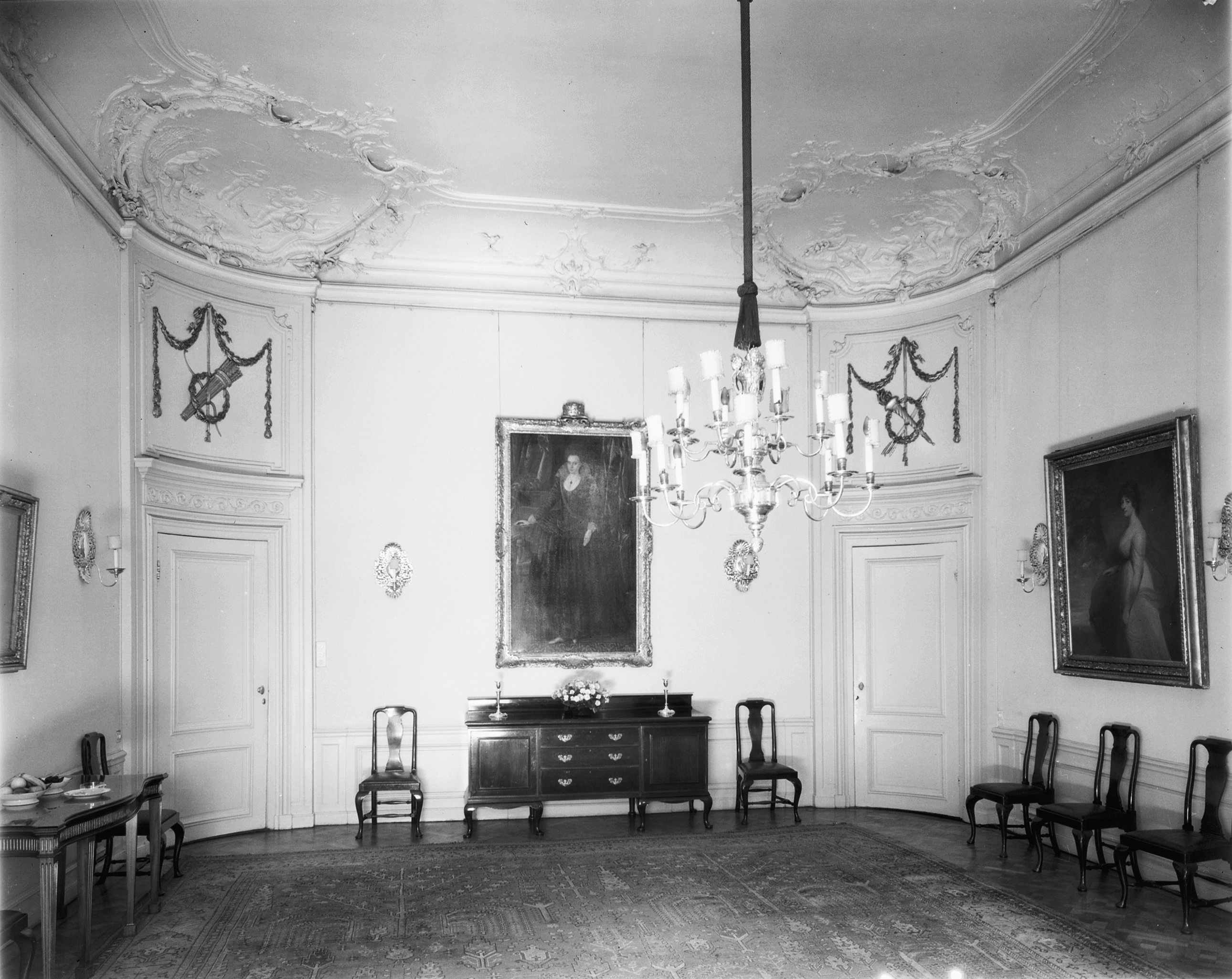
eetzaal
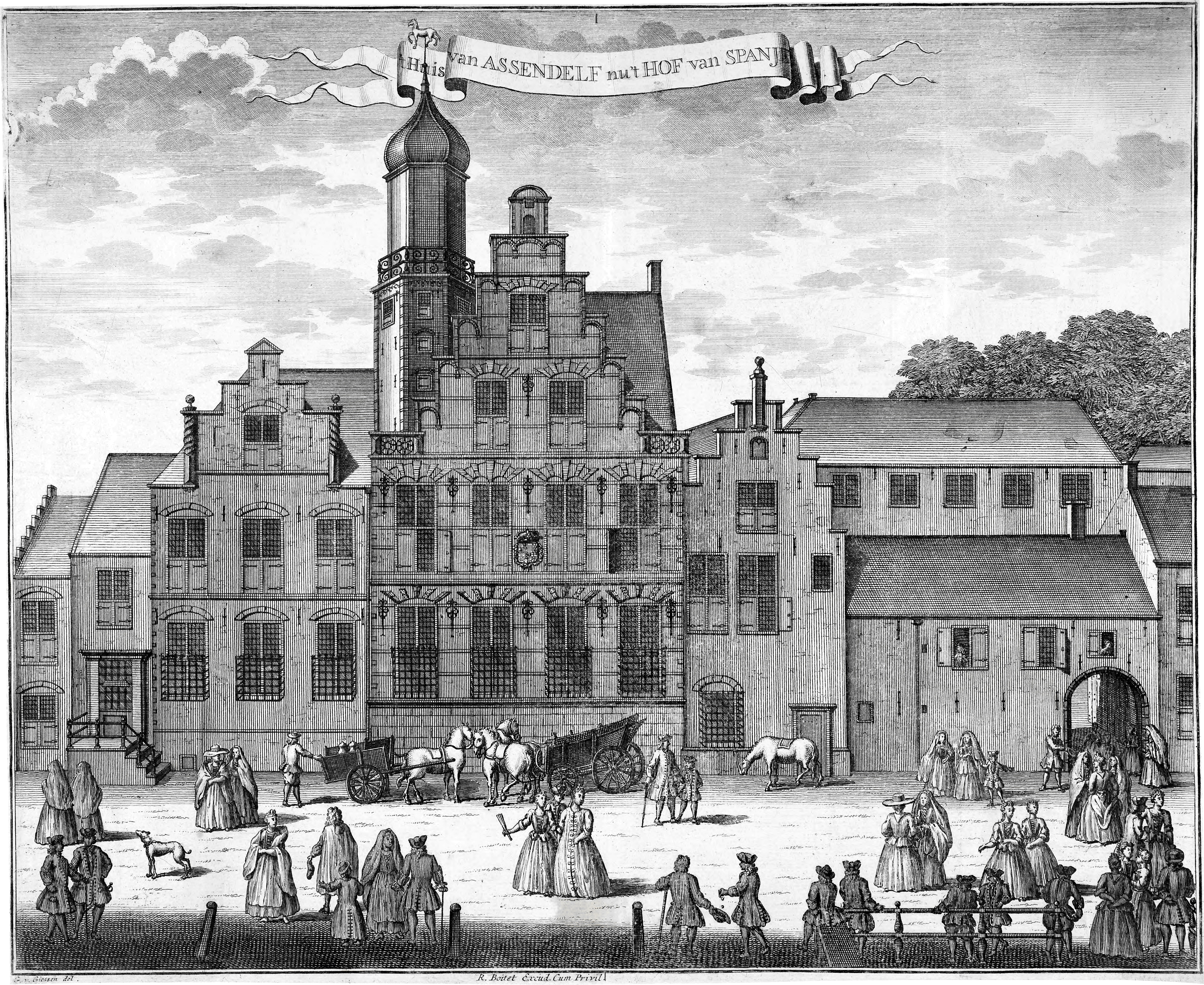
vóór de verbouwing van 1754